# Рольф Неш

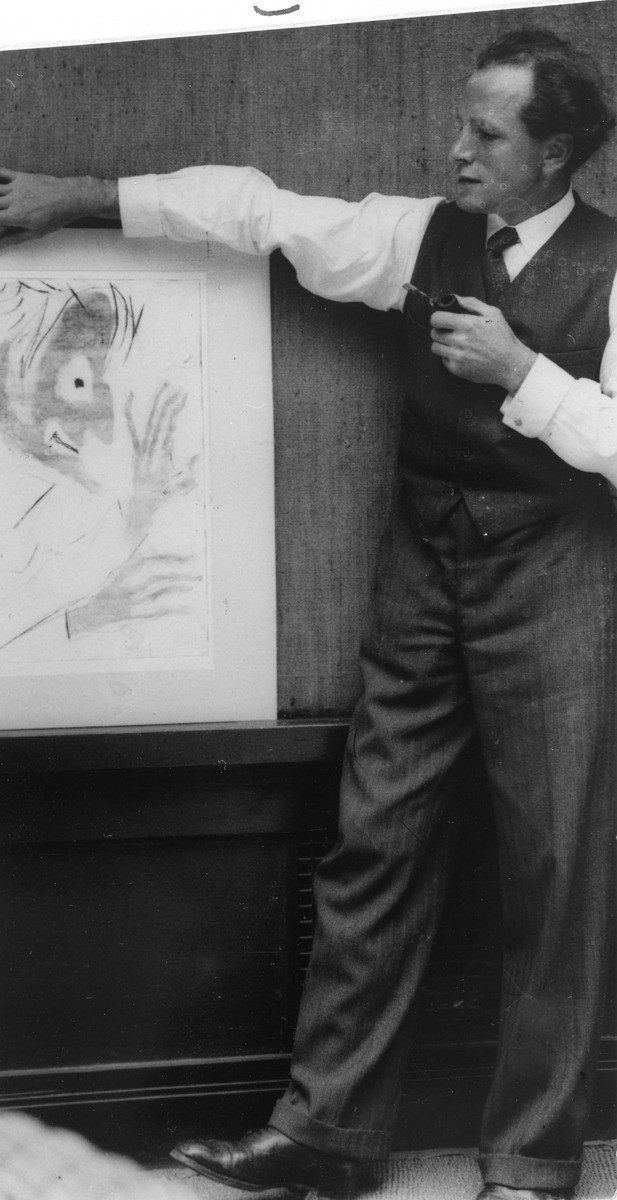
Рольф Неш (близько 1925 р.)

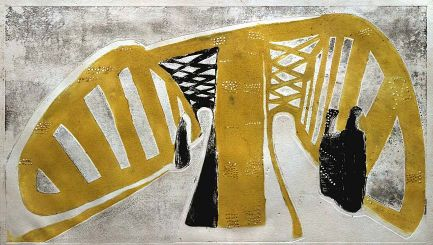
Міст Ельба I (1932 р.)

Рольф (Еміль Рудольф) Неш (норв. Rolf (Emil Rudolf) Nesch; 7 січня 1893 — 27 жовтня 1975) — норвезький художник-експресіоніст, особливо відомий своєю графікою.

## Кар'єра
Неш народився в м. Есслінген-ам-Неккар, Баден-Вюртемберг, Німеччина. Він був сином Августа Неша (1867—1922) та Емілі Лангбейн (1869—1944). Неш виріс у Вюртемберзі. Навчався у Державній академії образотворчих мистецтв Штутгарта (1908—1912) та Дрезденській академії образотворчих мистецтв (1912—1914). 
Він брав участь у Першій світовій війні, яка привела його до британського полону (1917—1919). У наступні роки він жив у Дрездені, частково в Берліні та в рідному місті Есслінген. У 1929 році він оселився в Гамбурзі, щоб продовжити свою мистецьку кар'єру. Неш працював паралельно з живописом та графікою. На нього вплинув експресіонізм загалом, особливо Ернст Людвіг Кірхнер та Едвард Мунк. Після приходу до влади нацистів в Німеччині в 1933 році Неш повернувся до Норвегії. Будучи відомим у Німеччині художником, він вважав початковий період у Норвегії важким. Через кілька років ситуація покращилася, і він знайшов підтримку, серед інших, Пола Гогена та Рольфа Стенерсена. Неш став громадянином Норвегії восени 1946 року. У 1950 році він одружився з актрисою Рагнхілд Халд (1896—1975) у Нью-Йорку.
Після переїзду до Норвегії Неш зосередився на скульптурах, крім графіки. Неш мав велике виробництво мистецтва, яке включало графіку, матеріальні зображення, живопис, скульптуру та малюнки. Неш знайшов відповідне середовище в технології металевого тиску. Окрім малювання, яке було його природним інструментом та виражальним засобом у всьому світі, саме графіці він присвячував себе найбільш безперервно і протягом найбільшої кількості років. І саме як графік Рольф Неш зробив свій найбільш вагомий внесок не лише як технічний новатор, який відкрив потенціал нових матеріалів та методів, в тому числі з художньої точки зору.
Він був призначений кавалером Королівського норвезького ордену Святого Олава (1967) і командуючим (1973). Нагороджений медаллю принца Євгена (1973). Неш помер у 1975 році в Осло. Національна галерея Норвегії володіє одинадцятьма матеріальними зображеннями, трьома скульптурами, а також іншими зображеннями Рольфа Неша. Його музей відкрився в 1993 році в комуні Ол, де він прожив двадцять п’ять років.

### Подальше читання
- Ян Аскеленд (1969) Графіка Рольфа Неша (Детройтський інститут мистецтв)
- Eivind Otto Hjelle (1998) Рольф Неш (Осло: Гілдендал)
- Сідсель Геллісен та Ейвінд Отто Хелле (1976) Рольф Неш на театрі до Фіннмарке, Осло
- Альфред Хенцен і Вольф Стуббе (1973) Рольф Неш. Графік, Берлін
- Альфред Хенцен (1960) Рольф Неш. Graphik, Materialbilder, Plastik, Stuttgart
- Макс Зауерланд, Густав Шифлер та Вольф Стуббе та ін. (1977) Рольф Неш: Карл Мак і Ганс Оркестер, Осло
- Вольф Стуббе, (1965) Der Zyklus St.Pauli von Rolf Nesch, Jahrbuch der Hamburger Kunstsammlungen
- Вовк Стуббе (1985) Tiere anders gesehen. Tierzeichnungen von Rolf Nesch, Гамбург
- Єва Війк (1994) Мін Вен Рольф Неш, Осло